# 水煙

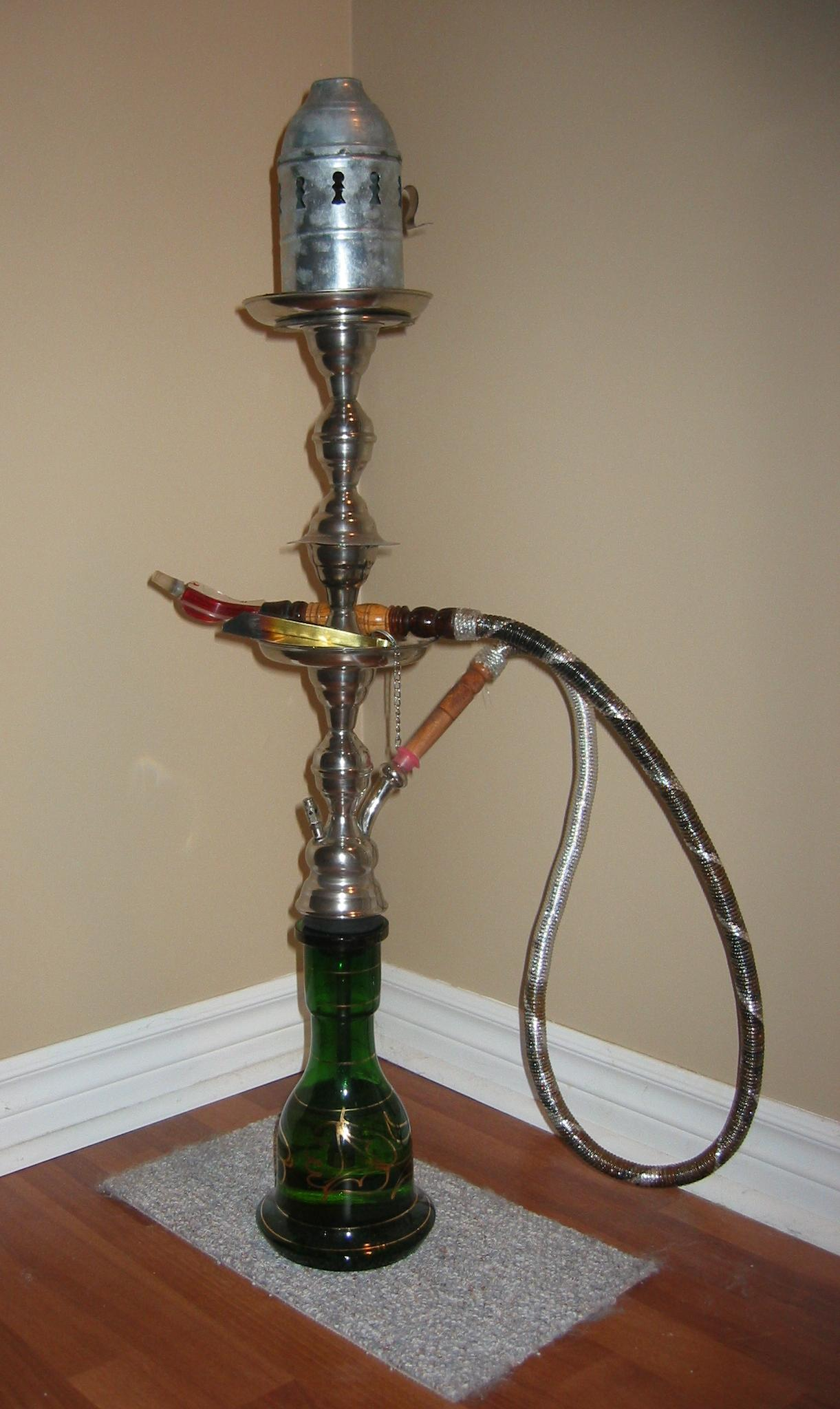
阿拉伯水菸壺

水菸（英語：hookah；印度斯坦语：हुक़्क़ा （天城文）、حقّہ（波斯体）、國際音標：[ˈɦʊqqaː]）又稱胡卡，是一種菸草和抽菸用裝置。人们用水烟抽鸦片、大麻属、烟叶等。

## 起源
有关水煙的起源有两种理论。第一种认为在耶稣会把烟草带到了中世纪印度之后，来自阿克巴的波斯物理学家Abu'l-Fath Gilani在印度的在蒙兀兒王朝时期的法泰赫普尔西克里城市发明了水煙管。水煙从南亚次大陆先传至波斯，形成了今天的形状，然后传播至近东地区。另一种理论认为水煙起源于波斯的萨非王朝，随后逐渐向东传播至印度。
「胡卡」這個印度斯坦语的稱呼，源自于阿拉伯语的水煙「حُقَّة‎」（ḥuqqa）。

## 文化

### 中國
摘取霜冻后呈鲜红色的水菸叶，切碎，加亚麻籽油，浸透，压成四尺见方，用压榨机榨出油份，然后刨成薄片，放入模子内压成饼状。
比较昂贵的水菸，采取未经霜冻的绿色菸叶，加入少许绿石末，和入亚麻籽油，其余程序同上。
水菸壺是中國傳統的吸菸方式。十六世紀後經絲綢之路傳入泰國、越南、中國等，流行於明代末年，盛行於清代、民國時期。水菸壺主要有兩種：
1. 竹管形：通常是在農村自製的，使用長度約70厘米的竹管，一端是開通的，另一端是封閉的。在從封閉處起測量竹管四分之一長度的位置，在那位置鑽一個小孔，之後在那小孔斜插一個小竹管，再用牛皮膠、橡膠圈、環氧樹脂等在接觸點封口。在國外，藝術家或工匠亦會用吹製玻璃或丙烯酸製成竹管形水菸壺。
2. 金屬鶴形：通常當中國人想到的水菸壺就是金屬鶴形的。慈禧太后是喜好這類的水菸壺。

## 風險
很多人以為水菸經水過濾、且味道比香菸淡，故此對健康的損害低於香菸，但這種想法是錯誤的。世衛、美國的马约诊所及加州大學舊金山分校等研究證實，水菸對身體的損害不亞於香菸；水菸產生的有害物質，甚至比某些種類的香菸多。

## 外部連結
- Water Pipe around the world （页面存档备份，存于） Water pipe in the world.
- https://investinwillows.com （页面存档备份，存于）
- https://clickkhongthuocla.vn （页面存档备份，存于）
- （页面存档备份，存于） 中国民间水烟袋大观[组图-搜狐旅游
- 竹筒能做水煙袋 七彩雲南 （页面存档备份，存于）
- 烟草在线---父亲的水烟筒［图］ （页面存档备份，存于）
- 哈尼族水烟筒_工艺_中国民族文化网
- 光緒二十四年　吸食水菸筒──臺灣記憶 Taiwan Memory--國家圖書館：圖像-台北市老照片